# 1942-es magyar asztalitenisz-bajnokság
Az 1942-es magyar asztalitenisz-bajnokság a huszonhatodik magyar bajnokság volt. A bajnokságot május 23. és 25. között rendezték meg Budapesten, a Nemzeti Sportcsarnokban.

## Eredmények
| Versenyszám  | Arany                                                            | Arany | Ezüst                                                                               | Ezüst | Bronz | Bronz |
| ------------ | ---------------------------------------------------------------- | ----- | ----------------------------------------------------------------------------------- | ----- | --- | ----- |
| Férfi egyéni | Harangozó Tibor Szabadkai ATC                                    |       | Soós Ferenc Weiss Manfréd TKSidó Ferenc Diósgyőri MÁVAGTill Károly Weiss Manfréd TK |       | |       |
| Női egyéni   | Farkas Gizella Diósgyőri MÁVAG                                   |       | Csovich Ilona Szabadkai ATC                                                         |       | Kolozsvári Sára Kolozsvári KASEÁbrahám Piroska MOVE Széchenyi TE                                                          |       |
| Férfi páros  | Harangozó Tibor, Harangozó Vilmos Szabadkai ATC                  |       | Farkas József, Sidó Ferenc Diósgyőri MÁVAG                                          |       | Soós Ferenc, Csender Jenő Weiss Manfréd TK, Duna SCSárosi Tibor, Till Károly Duna SC, Weiss Manfréd TK                    |       |
| Női páros    | Farkas Gizella, Kolozsvári Sára Diósgyőri MÁVAG, Kolozsvári KASE |       | Ábrahám Piroska, Oláh Éva MOVE Széchenyi TE, Budapesti TK                           |       | Csányi, Vastag Gizella Hofherr SC, Magyar Pamut SCSchönek Anna, Emődi Magda Budapesti TK                                  |       |
| Vegyes páros | Sidó Ferenc, Kolozsvári Sára Diósgyőri MÁVAG, Kolozsvári KASE    |       | Farkas József, Farkas Gizella Diósgyőri MÁVAG                                       |       | Harangozó Tibor, Schönek Anna Szabadkai ATC, Budapesti TKTill Károly, Ábrahám Piroska Weiss Manfréd TK, MOVE Széchenyi TE |       |

Megjegyzés: A Sporthírlap szerint vegyes párosban Till, Ábrahám helyett Harangozó Vilmos, Csovich Ilona (Szabadkai ATC) a harmadik.